# Tjeker
Les Tjeker (ou Tjekker) sont un groupe de populations faisant partie des « Peuples de la mer » mentionnés dans les textes égyptiens de la fin de l'âge du bronze, v. 1200-1100 av. J.-C.
Comme pour le reste des Peuples de la mer, l'origine des Tjeker est discutée, et vaguement localisée entre l'Asie mineure et le monde égéen. Il a été proposé que leur origine soit à chercher du côté de la Troade, parce que leur nom rappelle celui de Teucros, ancêtre mythique des Troyens, aussi appelées Teucriens.
Quoi qu'il en soit ils apparaissent dans l'inscription laissée par Ramsès III à Médinet Habou, aux côtés d'autres Peuples de la mer (Peleset, Shekelesh, Denyen, Weshesh) les présentant comme responsables d'une offensive repoussée par l'Égypte. 
Comme les Peleset (les Philistins bibliques), ils s'installent après cela sur la côte sur du Levant, où leur présence est documentée par des textes égyptiens des décennies suivant les offensives des Peuples de la mer (Onomasticon d'Aménémopé, Histoire d'Ounamon, Papyrus Harris I). Ainsi dans l'histoire d'Ounamon, le protagoniste du récit fait face à un chef Tjeker, Beder, qui dirige la ville côtière de Dor, qui ordonne à ses bateaux de le poursuivre jusqu'à Byblos, où le héros trouve refuge. 
Les fouilleurs du site de Dor ont identifié la population occupant ce lieu aux XIIe – XIe siècle av. J.-C. comme des Tjeker. Leur culture matérielle, présentant des affinités égéennes comme celles des Philistins implantés plus au sud, laisse ensuite la place à celles des Phéniciens, qui étendent leur influence sur cette région.